# Constitución viviente

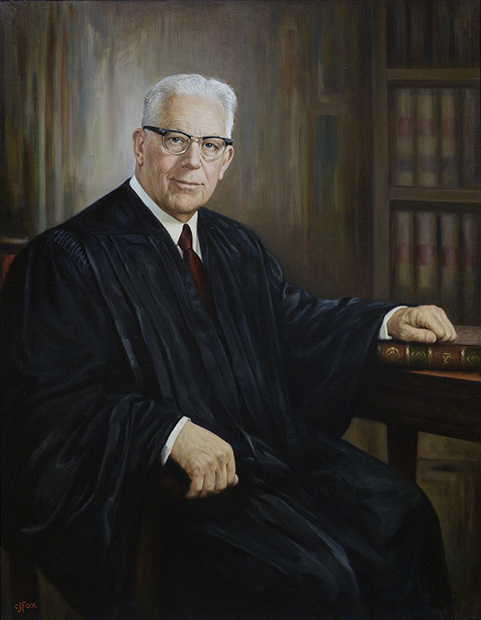
Earl Warren lideró a la Corte Suprema en un período caracterizado por extender dramáticamente las libertades civiles reconocidas en la Constitución.

En el Derecho de los Estados Unidos, la Constitución Viviente es una teoría de interpretación constitucional según la cual la Constitución es, hasta cierto punto, dinámica. 

## Supuestos
A diferencia de su teoría opuesta, el originalismo, la teoría de la constitución "viviente" plantea que el documento inicial se mantiene independiente de quienes lo redactaron y ratificaron y se desenvuelve en una sociedad evolutiva. Sus proponentes sostienen que los progresos sociales deben tenerse en cuenta al momento de interpretar las frases claves de la Constitución.
Dentro de esta doctrina hay una variedad de teorías que pueden, generalmente, resumirse en dos:
- Pragmatismo: según el cual es inaceptable interpretar la Constitución sobre la base de puntos de vistas antiguos.
- Intención: sostiene que los autores de la Constitución la redactaron deliberadamente en términos flexibles para crear un documento dinámino y "viviente".